# Mauno Pekkala
Mauno Pekkala (27 de enero de 1890-30 de junio de 1952) fue un político finlandés.
Pertenecía a la Liga Democrática del Pueblo Finlandés. Pekkala fue primer ministro de Finlandia de 1946 a 1948. Además fue ministro de hacienda, agricultura y
de defensa. En 1950 fue candidato en las elecciones presidenciales de Finlandia.

| Predecesor: Carl Enckell | Primer ministro de Finlandia 1946 - 1948 | Sucesor: Karl-August Fagerholm |

- Datos: Q471245
- Multimedia: Mauno Pekkala / Q471245